# Онішкань (Румунія)
Онішкань, Онішкані (рум. Onișcani) — село у повіті Бакеу в Румунії. Входить до складу комуни Філіпешть.
Село розташоване на відстані 269 км на північ від Бухареста, 24 км на північ від Бакеу, 66 км на південний захід від Ясс.

## Населення
За даними перепису населення 2002 року у селі проживали 502 особи, усі — румуни. Усі жителі села рідною мовою назвали румунську.